# Audi Cup
Audi Cup — дводенний футбольний турнір, організований в міжсезоння 2009 року автомобільною компанією Audi на честь свого сторіччя. Турнір проводиться на стадіоні «Альянц Арена» у Мюнхені, Німеччина.
Вперше турнір пройшов в 2009 році, його переможцем стала «Баварія».
Представлення першого турніру пройшло на Женевському автосалоні 3 березня 2009 року. Проводив представлення відомий данський автогонщик Том Крістенсен. Також представляли свої клуби Дженнаро Гаттузо («Мілан»), Вес Браун («Манчестер Юнайтед»), Карлос Б'янкі («Бока Хуніорс») і Віллі Саньоль (Баварія).

## Формат турніру
У перший день турніру, граються два півфінальні матчі. Переможці цих матчів зустрічаються у фінальному матчі і розігрують Кубок Audi, а переможені у півфіналах — розігрують третє місце.

## Переможці
| Сезон | Переможець       | Рахунок        | Фіналіст          | Місце проведення        |
| ----- | ---------------- | -------------- | ----------------- | ----------------------- |
| 2009  | Баварія (Мюнхен) | 0—0 (7—6 пен.) | Манчестер Юнайтед | Альянц Арена, Німеччина |
| 2011  | Барселона        | 2—0            | Баварія (Мюнхен)  | Альянц Арена, Німеччина |
| 2013  | Баварія (Мюнхен) | 2—1            | Манчестер Сіті    | Альянц Арена, Німеччина |
| 2015  | Баварія (Мюнхен) | 1—0            | Реал Мадрид       | Альянц Арена, Німеччина |